# Список губернаторов Невады
Губерна́тор Нева́ды (англ. Governor of Nevada) является главой исполнительной власти и главнокомандующим вооруженными силами штата Невада. Губернатор обеспечивает соблюдение законов штата, имеет право утверждать либо налагать вето на законопроекты, принятые законодательным собранием штата, созывать легислатуру, миловать преступников и смягчать приговоры, за исключением случаев государственной измены и импичмента.
Губернатор Невады избирается на четырёхлетний срок. Кандидат в губернаторы должен быть гражданином США старше 25 лет и жить в штате Невада не менее двух лет до выборов. Вице-губернатор штата избирается отдельно от губернатора, но в то же время, в том же месте и на тот же срок. Вице-губернатор является председателем Сената штата и имеет в нём решающий голос.
В случае утраты губернатором трудоспособности, его смерти, отставки или отстранения от должности, образовавшееся вакантное место до следующих выборов занимает избранный и имеющий право занимать эту должность человек в порядке преемственности, определённом конституцией штата: секретарь штата, казначей штата, финансовый контролёр штата, генеральный прокурор штата.

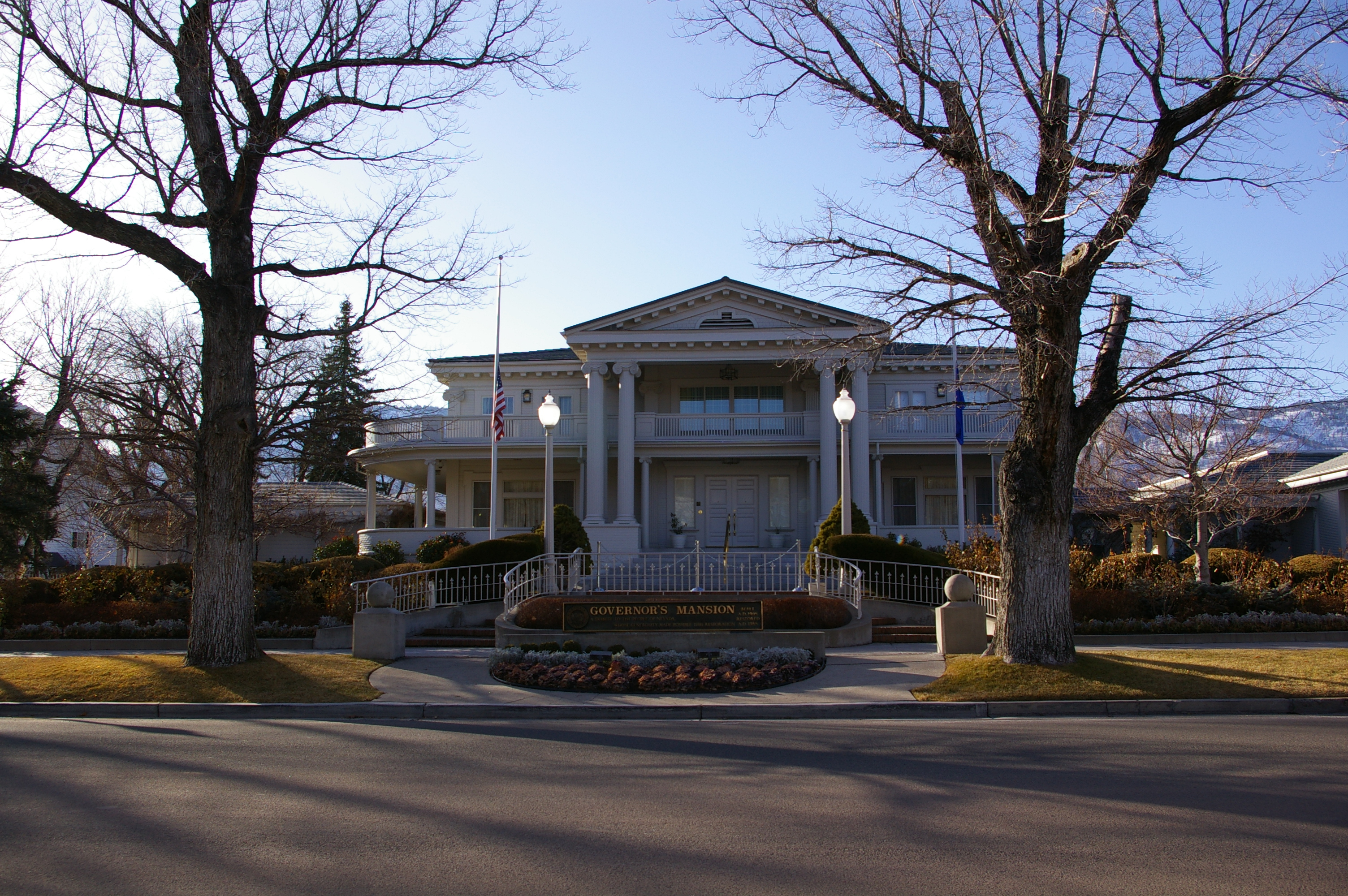
Особняк губернатора Невады[англ.]
Расположение штата на карте США

## История
Когда началась подготовка к созданию Территории Невада, её временным губернатором в сентябре 1859 года был избран Айзек Руп, вступивший в должность 15 декабря того же года в Дженоа. 2 марта 1861 года Территория была создана, а её губернатором президент Авраам Линкольн назначил республиканца Джеймса Ная, который и остался её единственным губернатором. Первым и единственным секретарём Территории был Орайон Клеменс, старший брат Марка Твена.
Невада стала штатом 31 октября 1864 года, и Най исполнял обязанности губернатора до избрания первого губернатора Генри Бласдела, который вступил в должность 5 декабря 1864 года.
В штате Невада было 30 губернаторов. Дольше всех, два с половиной срока с 1989 по 1999 год, должность губернатора занимал Боб Миллер. Самый короткий срок в должности губернатора был у Фрэнка Белла, который дослуживал оставшиеся четыре месяца срока полномочий умершего губернатора Чарльза Стивенсона.
Нынешний губернатор Стив Сайсолак вступил в должность 7 января 2019 года.

## Губернаторы
| Партия          | Губернаторы |
| --------------- | ----------- |
| Демократическая | 12          |
| Республиканская | 14          |
| Серебряная      | 4           |

| #  | Фото                            | Губернатор | Губернатор                                        | Начало полномочий | Окончание полномочий | Партия                 | Вице-губернатор (Срок полномочий) | Ссылки         |
| -- | ------------------------------- | ---------- | ------------------------------------------------- | ----------------- | -------------------- | ---------------------- | --------------------------------- | -------------- |
| —  |                                 |            | Айзек Руп Isaac Roop (1822—1869)                  | 15 декабря 1859   | 2 марта 1861         | Партия вигов           | —                                 | [ 13 ] [ 14 ]  |
| —  |                                 |            | Джеймс Уоррен Най James W. Nye (1815—1876)        | 2 марта 1861      | 5 декабря 1864       | Республиканская партия | —                                 | [ 15 ]         |
| 1  |                                 |            | Генри Бласдел Henry G. Blasdel (1825—1900)        | 5 декабря 1864    | 2 января 1871        | Республиканская партия | Джон Кросмен (1864—1867)          | [ 16 ]         |
| 1  | Джеймс Слинджерленд (1867—1871) |            | Генри Бласдел Henry G. Blasdel (1825—1900)        | 5 декабря 1864    | 2 января 1871        | Республиканская партия |                                   | [ 16 ]         |
| 2  |                                 |            | Льюис Брэдли Lewis R. Bradley (1805—1879)         | 2 января 1871     | 6 января 1879        | Демократическая партия | Фрэнк Денвер (1871—1875)          | [ 17 ]         |
| 2  | Прессли Хаймен (и. о.)          |            | Льюис Брэдли Lewis R. Bradley (1805—1879)         | 2 января 1871     | 6 января 1879        | Демократическая партия |                                   | [ 17 ]         |
| 2  | Джуэтт Адамс (1875—1883)        |            | Льюис Брэдли Lewis R. Bradley (1805—1879)         | 2 января 1871     | 6 января 1879        | Демократическая партия |                                   | [ 17 ]         |
| 3  |                                 |            | Джон Кинкед John Henry Kinkead (1826—1904)        | 6 января 1879     | 1 января 1883        | Республиканская партия | [ 18 ]                            |                |
| 4  |                                 |            | Джуэтт Адамс Jewett W. Adams (1835—1920)          | 1 января 1883     | 3 января 1887        | Демократическая партия | Чарльз Лоутон (1883—1887)         | [ 19 ]         |
| 5  |                                 |            | Чарльз Стивенсон Charles C. Stevenson (1826—1890) | 3 января 1887     | 21 сентября 1890     | Республиканская партия | Генри Дэвис (1887—1889)           | [ К 1 ] [ 20 ] |
| 5  | Сэмюэл Чаббак (1889)            |            | Чарльз Стивенсон Charles C. Stevenson (1826—1890) | 3 января 1887     | 21 сентября 1890     | Республиканская партия |                                   | [ К 1 ] [ 20 ] |
| 5  | Фрэнк Белл (1889—1890)          |            | Чарльз Стивенсон Charles C. Stevenson (1826—1890) | 3 января 1887     | 21 сентября 1890     | Республиканская партия |                                   | [ К 1 ] [ 20 ] |
| 6  |                                 |            | Фрэнк Белл Frank Bell (1840—1927)                 | 21 сентября 1890  | 5 января 1891        | Республиканская партия | —                                 | [ К 2 ] [ 21 ] |
| 7  |                                 |            | Розуэлл Колкорд Roswell K. Colcord (1839—1939)    | 5 января 1891     | 7 января 1895        | Республиканская партия | Джозеф Пужад (1891—1895)          | [ 22 ]         |
| 8  |                                 |            | Джон Джонс John Edward Jones (1840—1896)          | 7 января 1895     | 10 апреля 1896       | Серебряная партия      | Рейнгольд Садлер (1895—1896)      | [ К 1 ] [ 23 ] |
| 9  |                                 |            | Рейнгольд Садлер Reinhold Sadler (1848—1906)      | 10 апреля 1896    | 5 января 1903        | Серебряная партия      | —                                 | [ К 2 ] [ 24 ] |
| 9  | Джеймс Джадж (1899—1903)        |            | Рейнгольд Садлер Reinhold Sadler (1848—1906)      | 10 апреля 1896    | 5 января 1903        | Серебряная партия      |                                   | [ К 2 ] [ 24 ] |
| 10 |                                 |            | Джон Спаркс John Sparks (1843—1908)               | 5 января 1903     | 22 мая 1908          | Серебряная партия      | Лемюэл Аллен (1903—1907)          | [ К 1 ] [ 25 ] |
| 10 | Денвер Дикерсон (1907—1908)     |            | Джон Спаркс John Sparks (1843—1908)               | 5 января 1903     | 22 мая 1908          | Серебряная партия      |                                   | [ К 1 ] [ 25 ] |
| 11 |                                 |            | Денвер Дикерсон Denver S. Dickerson (1872—1925)   | 22 мая 1908       | 2 января 1911        | Серебряная партия      | —                                 | [ К 2 ] [ 26 ] |
| 12 |                                 |            | Таскер Одди Tasker Oddie (1870—1950)              | 2 января 1911     | 4 января 1915        | Республиканская партия | Гилберт Росс (1911—1915)          | [ 27 ]         |
| 13 |                                 |            | Эммет Бойл Emmet D. Boyle (1879—1926)             | 4 января 1915     | 1 января 1923        | Демократическая партия | Морис Салливан (1915—1927)        | [ 28 ]         |
| 14 |                                 |            | Джеймс Скрухэм James G. Scrugham (1880—1945)      | 1 января 1923     | 3 января 1927        | Демократическая партия | Морис Салливан (1915—1927)        | [ 29 ]         |
| 15 |                                 |            | Фред Балзар Fred B. Balzar (1880—1934)            | 3 января 1927     | 21 марта 1934        | Республиканская партия | Морли Гризуолд (1927—1934)        | [ К 1 ] [ 30 ] |
| 16 |                                 |            | Морли Гризуолд Morley Griswold (1890—1951)        | 21 марта 1934     | 7 января 1935        | Республиканская партия | —                                 | [ К 2 ] [ 31 ] |
| 17 |                                 |            | Ричард Кирмен Richard Kirman (1877—1959)          | 7 января 1935     | 2 января 1939        | Демократическая партия | Фред Олуорд (1935—1939)           | [ 32 ]         |
| 18 |                                 |            | Эдвард Карвилл Edward P. Carville (1885—1956)     | 2 января 1939     | 24 июля 1945         | Демократическая партия | Морис Салливан (1939—1943)        | [ К 3 ] [ 33 ] |
| 18 | Вэйл Питтмен (1943—1945)        |            | Эдвард Карвилл Edward P. Carville (1885—1956)     | 2 января 1939     | 24 июля 1945         | Демократическая партия |                                   | [ К 3 ] [ 33 ] |
| 19 |                                 |            | Вэйл Питтмен Vail M. Pittman (1880—1964)          | 24 июля 1945      | 2 января 1951        | Демократическая партия | —                                 | [ К 2 ] [ 34 ] |
| 19 | Клиффорд Джонс (1947—1954)      |            | Вэйл Питтмен Vail M. Pittman (1880—1964)          | 24 июля 1945      | 2 января 1951        | Демократическая партия |                                   | [ К 2 ] [ 34 ] |
| 20 |                                 |            | Чарльз Расселл Charles H. Russell (1903—1989)     | 2 января 1951     | 5 января 1959        | Республиканская партия | [ 35 ]                            |                |
| 20 | Рекс Белл (1955—1962)           |            | Чарльз Расселл Charles H. Russell (1903—1989)     | 2 января 1951     | 5 января 1959        | Республиканская партия | [ 35 ]                            |                |
| 21 |                                 |            | Грант Сойер Grant Sawyer (1918—1996)              | 5 января 1959     | 2 января 1967        | Демократическая партия | Мод Фрейзер (1962—1963)           | [ 36 ]         |
| 21 | Пол Лаксалт (1963—1967)         |            | Грант Сойер Grant Sawyer (1918—1996)              | 5 января 1959     | 2 января 1967        | Демократическая партия |                                   | [ 36 ]         |
| 22 |                                 |            | Пол Лаксалт Paul Laxalt (род. 1922)               | 2 января 1967     | 4 января 1971        | Республиканская партия | Эдвард Файк (1967—1971)           | [ 37 ]         |
| 23 |                                 |            | Майк О’Каллахан Mike O’Callaghan (1929—2004)      | 4 января 1971     | 1 января 1979        | Демократическая партия | Гарри Рид (1971—1975)             | [ 38 ]         |
| 23 | Роберт Роуз (1975—1979)         |            | Майк О’Каллахан Mike O’Callaghan (1929—2004)      | 4 января 1971     | 1 января 1979        | Демократическая партия |                                   | [ 38 ]         |
| 24 |                                 |            | Роберт Лист Robert List (род. 1936)               | 1 января 1979     | 3 января 1983        | Республиканская партия | Майрон Ливитт (1979—1983)         | [ 39 ]         |
| 25 |                                 |            | Ричард Брайан Richard Bryan (род. 1937)           | 3 января 1983     | 3 января 1989        | Демократическая партия | Боб Кэшелл (1983—1987)            | [ К 3 ] [ 40 ] |
| 25 | Боб Миллер (1987—1989)          |            | Ричард Брайан Richard Bryan (род. 1937)           | 3 января 1983     | 3 января 1989        | Демократическая партия |                                   | [ К 3 ] [ 40 ] |
| 26 |                                 |            | Боб Миллер Bob Miller (род. 1945)                 | 3 января 1989     | 4 января 1999        | Демократическая партия | —                                 | [ 41 ]         |
| 26 | Сью Уагнер (1991—1995)          |            | Боб Миллер Bob Miller (род. 1945)                 | 3 января 1989     | 4 января 1999        | Демократическая партия |                                   | [ 41 ]         |
| 26 | Лонни Хаммаргрен (1995—1999)    |            | Боб Миллер Bob Miller (род. 1945)                 | 3 января 1989     | 4 января 1999        | Демократическая партия |                                   | [ 41 ]         |
| 27 |                                 |            | Кенни Гуинн Kenny Guinn (1936—2010)               | 4 января 1999     | 1 января 2007        | Республиканская партия | Лоррейн Хант (1999—2007)          | [ 42 ]         |
| 28 |                                 |            | Джим Гиббонс Jim Gibbons (род. 1944)              | 1 января 2007     | 3 января 2011        | Республиканская партия | Брайан Кроликки (с 2007)          | [ 43 ]         |
| 29 |                                 |            | Брайан Сэндовал Brian Sandoval (род. 1963)        | 3 января 2011     | 7 января 2019        | Республиканская партия | Брайан Кроликки (с 2007)          | [ 44 ]         |
| 30 |                                 |            | Стив Сайсолак Steve Sisolak (род. 1953)           | 7 января 2019     | 2 января 2023        | Демократическая партия | Кэйт Маршалл (с 2019)             | [ 45 ]         |
| 31 |                                 |            | Джо Ломбардо Joe Lombardo (род. 1962)             | 2 января 2023     | Действующий          | Республиканская партия | Ставрос Энтони (с 2023)           |                |

### Другие должности губернаторов
В таблице приведены другие должности, которые занимали губернаторы штата. * обозначены случаи, когда губернатор подал в отставку, чтобы занять другую должность.
| Губернатор        | Губернаторский срок полномочий | Конгресс США | Конгресс США | Другие должности            |
| Губернатор        | Губернаторский срок полномочий | ПП           | Сенат        | Другие должности            |
| ----------------- | ------------------------------ | ------------ | ------------ | --------------------------- |
| Джеймс Уоррен Най | 1861—1864 (терр.)              |              | С            |                             |
| Джон Кинкед       | 1879—1883                      |              |              | Губернатор округа Аляска    |
| Таскер Одди       | 1911—1915                      |              | С            |                             |
| Джеймс Скрухэм    | 1923—1927                      | ПП           | С            |                             |
| Эдвард Карвилл    | 1939—1945                      |              | С*           |                             |
| Чарльз Расселл    | 1951—1959                      | ПП           |              |                             |
| Пол Лаксалт       | 1967—1971                      |              | С            |                             |
| Ричард Брайан     | 1983—1989                      |              | С*           | Генеральный прокурор Невады |
| Джим Гиббонс      | 2007—2011                      | ПП           |              |                             |
| Брайан Сэндовал   | 2011 — 2019                    |              |              | Генеральный прокурор Невады |

### Ныне живущие бывшие губернаторы
По состоянию на январь 2023 года живы шесть бывших губернаторов Невады.
| Губернатор      | Срок полномочий | Дата рождения   |
| --------------- | --------------- | --------------- |
| Роберт Лист     | 1979—1983       | 1 сентября 1936 |
| Ричард Брайан   | 1983—1989       | 16 июля 1937    |
| Боб Миллер      | 1989—1999       | 30 марта 1945   |
| Джим Гиббонс    | 2007—2011       | 16 декабря 1944 |
| Брайан Сэндовал | 2011—2019       | 5 августа 1963  |
| Стив Сайсолак   | 2019—2023       | 26 декабря 1953 |

## Комментарии
1. 1 2 3 4 5  Умер в должности.
2. 1 2 3 4 5  Занял вакантную должность губернатора, как вице-губернатор штата.
3. 1 2  Ушёл в отставку, чтобы занять место в Сенате США.